# 百部不可不看的香港電影
百部不可不看的香港電影（英語：100 Must-see Hong Kong Movies），為香港電影資料館、香港影評人及電影研究者共同推選出共100部由1916年至1999年期間出品，具代表性的香港電影作品。

## 簡介
百部不可不看的香港電影屬香港電影資料館10周年誌慶節目。推選小組共6名成員，包括影評人及電影研究者。以「殿堂作品」（canon）概念為出發點，選出100部具開拓性及影響力的電影，包括默片，歷史紀錄片、國、粵語片、不同政治立場，共58位導演不同時期的作品；並邀請演員任達華出任節目大使。
獲選的100部香港電影，自2011年10月起先後於西灣河香港電影資料館電影院及九龍油麻地百老匯電影中心放映，門票於城市電腦售票網發售。

## 推選小組成員
- 羅卡，影評人及研究者
- 黃愛玲，影評人及研究者
- 舒琪，香港演藝學院電影電視學院院長
- 李焯桃，香港國際電影節藝術總監
- 何思穎，香港電影資料館節目策劃
- 蒲鋒，香港電影資料館研究主任

## 獲選作品
|     | 電影                                                               | 年份           | 導演               | 主演                                                                           |
| --- | ------------------------------------------------------------------ | -------------- | ------------------ | ------------------------------------------------------------------------------ |
| 1   | 《經巡中國》                                                       | 1916年         | 班傑明．布拉斯基     | 無聲                                                                           |
| 2   | 《孤島天堂》                                                       | 1939年         | 蔡楚生             | 黎莉莉、李清、姜明、李景波、洪虹                                               |
| 3   | 《延安内貌》（又名《西北線上》）                                   | 1941年         | 林蒼、徐天翔       | 無聲                                                                           |
| 4   | 《民族的吼聲》                                                     | 1941年         | 湯曉丹             | 張瑛、馮峰、吳回、王鶯、曹達華、梁無色                                         |
| 5   | 《勳業千秋》（又名《建國史之一頁》）                               | 1941年         | 黎民偉             | 國語旁白                                                                       |
| 6   | 《清宮秘史》                                                       | 1948年         | 朱石麟             | 周璇、舒適、洪波、唐若青、羅維                                                 |
| 7   | 《血染海棠紅》                                                     | 1949年         | 岳楓               | 嚴俊、白光、陳娟娟、韓非                                                       |
| 8   | 《黃飛鴻正傳上集之鞭風滅燭》、《黃飛鴻正傳下集大結局之火燒霸王莊》 | 1949年         | 胡鵬               | 關德興、曹達華、李蘭、鄧德華、石堅                                             |
| 9   | 《珠江淚》                                                         | 1950年         | 王為一             | 張瑛、王辛、李清、石堅                                                         |
| 10  | 《細路祥》                                                         | 1950年         | 馮峰               | 李小龍、伊秋水、李海泉、馮峰                                                   |
| 11  | 《説謊世界》                                                       | 1950年         | 李萍倩             | 李麗華、韓非、嚴俊、王元龍                                                     |
| 12  | 《擺錯迷魂陣》                                                     | 1950年         | 莫康時             | 張瑛、陸小仙、孔紫薇、伊秋水                                                   |
| 13  | 《血染杜鵑紅》                                                     | 1951年         | 李晨風             | 吳楚帆、白燕、小燕飛、葉萍                                                     |
| 14  | 《誤佳期》                                                         | 1951年         | 朱石麟、白沉       | 李麗華、韓非、姜明、藍青                                                       |
| 15  | 《紅菱血（上集）》、《紅菱血（下集）》                             | 1951年         | 唐滌生             | 芳艷芬、羅品超、黃千歲、林妹妹、碧茜                                           |
| 16  | 《敗家仔》                                                         | 1952年         | 吳回               | 張瑛、盧敦、白燕、黃曼梨、容小意                                               |
| 17  | 《家》、《春》、《秋》                                             | 1953年、1954年 | 吳回、李晨風、秦劍 | 吳楚帆、張瑛、紫羅蓮、張活游、梅綺、黃曼梨、小燕飛、白燕、容小意、紅線女、石堅 |
| 18  | 《中秋月》                                                         | 1953年         | 朱石麟             | 韓非、江樺、龔秋霞、文逸民                                                     |
| 19  | 《危樓春曉》                                                       | 1953年         | 李鐵               | 吳楚帆、張瑛、紫羅蓮、梅綺、黃曼梨                                             |
| 20  | 《父與子》                                                         | 1954年         | 吳回               | 張活游、阮兆輝、容小意、黃曼梨                                                 |
| 21  | 《家家戶戶》                                                       | 1954年         | 秦劍               | 張瑛、紅線女、黃曼梨、馬笑英、葉萍                                             |
| 22  | 《寒夜》                                                           | 1955年         | 李晨風             | 吳楚帆、白燕、黃曼梨、李清                                                     |
| 23  | 《父母心》                                                         | 1955年         | 秦劍               | 馬師曾、黃曼梨、林家聲、阮兆輝                                                 |
| 24  | 《天長地久》                                                       | 1955年         | 李鐵               | 吳楚帆、紅線女、黃曼梨、石堅                                                   |
| 25  | 《春殘夢斷》                                                       | 1955年         | 李晨風             | 張活游、白燕、馬師曾、梅綺、李清                                               |
| 26  | 《雪裡紅》                                                         | 1956年         | 李翰祥             | 李麗華、葛蘭、羅維、胡金銓                                                     |
| 27  | 《牆》                                                             | 1956年         | 王鏗               | 李清、紫羅蓮、盧敦、黃曼梨、王愛明                                             |
| 28  | 《七重天》                                                         | 1956年         | 吳回               | 謝賢、南紅、吳回、黃楚山、葉萍                                                 |
| 29  | 《金蓮花》                                                         | 1957年         | 岳楓               | 林黛、雷震、王萊、楊群                                                         |
| 30  | 《魂歸離恨天》                                                     | 1957年         | 左                 | 張瑛、梅綺、周坤玲、張清、黃曼梨                                               |
| 31  | 《琵琶怨》                                                         | 1957年         | 左                 | 芳艷芬、吳楚帆、黃千歲、吳桐                                                   |
| 32  | 《四千金》                                                         | 1957年         | 陶秦               | 葉楓、林翠、蘇鳳、穆虹、陳厚、雷震                                             |
| 33  | 《錢》                                                             | 1959年         | 吳回               | 張瑛、白燕、張活游、吳楚帆、李清                                               |
| 34  | 《蝶影紅梨記》                                                     | 1959年         | 李鐵               | 任劍輝、白雪仙、靚次伯、梁醒波                                                 |
| 35  | 《金山大少》                                                       | 1959年         | 左                 | 張瑛、梅綺、黃曼梨、雷鳴、姜中平                                               |
| 36  | 《笑笑笑》                                                         | 1960年         | 李萍倩             | 鮑方、石慧、龔秋霞、王愛明、石磊                                               |
| 37  | 《情深似海》                                                       | 1960年         | 易文               | 葛蘭、雷震、王萊、林靜                                                         |
| 38  | 《慈母心》                                                         | 1960年         | 左                 | 黃曼梨、張瑛、夏萍、黃楚山                                                     |
| 39  | 《野玫瑰之戀》                                                     | 1960年         | 王天林             | 葛蘭、張揚、蘇鳳、王萊                                                         |
| 40  | 《同命鴛鴦》                                                       | 1960年         | 朱石麟             | 傅奇、夏夢、龔秋霞、鮑方、姜明                                                 |
| 41  | 《火窟幽蘭》                                                       | 1961年         | 李鐵               | 吳楚帆、張瑛、江雪、陳碩修                                                     |
| 42  | 《追妻記》                                                         | 1961年         | 秦劍               | 謝賢、嘉玲、姜中平、上官筠慧                                                   |
| 43  | 《武則天》                                                         | 1963年         | 李翰祥             | 李麗華、趙雷、丁寧、羅維、洪波                                                 |
| 44  | 《小兒女》                                                         | 1963年         | 王天林             | 尤敏、王引、雷震、王萊、鄧小宇、鄧小宙                                         |
| 45  | 《原來我負卿》                                                     | 1965年         | 楚原               | 嘉玲、謝賢、張活游、文愛蘭                                                     |
| 46  | 《大醉俠》                                                         | 1966年         | 金銓               | 鄭佩佩、岳華、陳鴻烈、楊志卿                                                   |
| 47  | 《英雄本色》                                                       | 1967年         | 龍剛               | 謝賢、嘉玲、石堅、王偉、龍剛                                                   |
| 48  | 《天劍絕刀》、《天劍絕刀（下集大結局）》                           | 1967年、1968年 | 陳烈品             | 陳寶珠、雪妮、曾江、羅愛嫦                                                     |
| 49  | 《金燕子》                                                         | 1968年         | 張徹               | 王羽、鄭佩佩、羅烈、趙心妍、午馬                                               |
| 50  | 《玉女添丁》                                                       | 1968年         | 楚原               | 陳寶珠、呂奇、羅蘭、馮淬帆、高魯泉                                             |
| 51  | 《董夫人》                                                         | 1970年         | 唐書璇             | 盧燕、喬宏、周萱、李影                                                         |
| 52  | 《昨天今天明天》                                                   | 1970年         | 龍剛               | 張沖、張揚、林婉貞、薛家燕、曾江、張英才                                       |
| 53  | 《俠女》                                                           | 1971年         | 胡金銓             | 徐楓、石雋、白鷹、田鵬、薛漢、喬宏                                             |
| 54  | 《愛奴》                                                           | 1972年         | 楚原               | 何莉莉、貝蒂、岳華、樊梅生、顧文宗、詹森                                       |
| 55  | 《猛龍過江》                                                       | 1972年         | 李小龍             | 李小龍、苗可秀、羅禮士、魏平澳                                                 |
| 56  | 《刺馬》                                                           | 1973年         | 張徹               | 狄龍、姜大衛、陳觀泰、井莉                                                     |
| 57  | 《再見中國》                                                       | 1974年         | 唐書璇             | 曾紀律、潘裕民、邵小玲、馮寶賢                                                 |
| 58  | 《天涯·明月·刀》                                                   | 1976年         | 楚原               | 狄龍、羅烈、井莉、恬妮、谷峰                                                   |
| 59  | 《半斤八両》                                                       | 1976年         | 許冠文             | 許冠文、許冠傑、許冠英、趙雅芝、吳耀漢                                         |
| 60  | 《醉拳》                                                           | 1978年         | 袁和平             | 成龍、袁小田、黃正利、石天                                                     |
| 61  | 《爛頭何》                                                         | 1979年         | 劉家良             | 汪禹、劉家輝、羅烈、惠英紅、小侯                                               |
| 62  | 《空山靈雨》                                                       | 1979年         | 胡金銓             | 徐楓、佟林、孫越、田豐、秦沛                                                   |
| 63  | 《蝶變》                                                           | 1979年         | 徐克               | 劉兆銘、黃樹棠、張國柱、米雪、陳琪琪                                           |
| 64  | 《瘋劫》                                                           | 1979年         | 許鞍華             | 張艾嘉、趙雅芝、徐少強、萬梓良、李海淑                                         |
| 65  | 《撞到正》                                                         | 1980年         | 許鞍華             | 蕭芳芳、鍾鎮濤、劉天蘭、劉克宣、關聰                                           |
| 66  | 《第一類型危險》                                                   | 1980年         | 徐克               | 羅烈、林珍奇、車保羅、龍天生、區瑞強                                           |
| 67  | 《邊緣人》                                                         | 1981年         | 章國明             | 艾迪、嘉倫、金興賢、馮愛慈                                                     |
| 68  | 《武館》                                                           | 1981年         | 劉家良             | 劉家輝、惠英紅、麥德羅、小侯、谷峰                                             |
| 69  | 《敗家仔》                                                         | 1981年         | 洪金寶             | 洪金寶、元彪、林正英、鍾發、陳勳奇                                             |
| 70  | 《投奔怒海》                                                       | 1982年         | 許鞍華             | 林子祥、馬斯晨、劉德華、繆騫人                                                 |
| 71  | 《烈火青春》                                                       | 1982年         | 譚家明             | 張國榮、湯鎮業、夏文汐、葉童                                                   |
| 72  | 《垂簾聽政》                                                       | 1983年         | 李翰祥             | 劉曉慶、周潔、梁家輝、項堃、陳燁                                               |
| 73  | 《半邊人》                                                         | 1983年         | 方育平             | 許素瑩、王正方、鄭智雄、許培                                                   |
| 74  | 《省港旗兵》                                                       | 1984年         | 麥當雄             | 林威、黃健、江龍、陳敬、方烈脅、沈威                                           |
| 75  | 《似水流年》                                                       | 1984年         | 嚴浩               | 顧美華、斯琴高娃、謝偉雄                                                       |
| 76  | 《上海之夜》                                                       | 1984年         | 徐克               | 張艾嘉、鍾鎮濤、葉蒨文、胡楓、李麗珍                                           |
| 77  | 《殭屍先生》                                                       | 1985年         | 劉觀偉             | 林正英、許冠英、李賽鳳、錢小豪、王小鳳                                         |
| 78  | 《警察故事》                                                       | 1985年         | 成龍               | 成龍、林青霞、張曼玉、董驃、楚原                                               |
| 79  | 《英雄本色》                                                       | 1986年         | 吳宇森             | 周潤發、狄龍、張國榮、李子雄、朱寶意                                           |
| 80  | 《美國心》                                                         | 1986年         | 方育平             | 利玉娟、陳鴻年、鄭智雄、余婉菲、林影華                                         |
| 81  | 《龍虎風雲》                                                       | 1987年         | 林嶺東             | 周潤發、李修賢、孫越、吳家麗、張耀揚                                           |
| 82  | 《秋天的童話》                                                     | 1987年         | 張婉婷             | 周潤發、鍾楚紅、陳百強                                                         |
| 83  | 《倩女幽魂》                                                       | 1987年         | 程小東             | 張國榮、王祖賢、午馬、劉兆銘                                                   |
| 84  | 《神奇兩女俠》                                                     | 1987年         | 甘國亮             | 鄭裕玲、葉童、王敏德                                                           |
| 85  | 《書劍恩仇錄》                                                     | 1987年         | 許鞍華             | 達式常、張多福、劉佳、郭碧川                                                   |
| 86  | 《胭脂扣》                                                         | 1988年         | 關錦鵬             | 梅艷芳、張國榮、萬梓良、朱寶意                                                 |
| 87  | 《喋血雙雄》                                                       | 1989年         | 吳宇森             | 周潤發、李修賢、葉倩文、朱江、曾江、成奎安                                     |
| 88  | 《賭神》                                                           | 1989年         | 王晶               | 周潤發、劉德華、向華強、王祖賢、張敏                                           |
| 89  | 《阿飛正傳》                                                       | 1990年         | 王家衛             | 張國榮、張曼玉、劉嘉玲、劉德華、張學友、梁朝偉、潘迪華                         |
| 90  | 《黃飛鴻》                                                         | 1991年         | 徐克               | 李連杰、元彪、關之琳、張學友、鄭則士                                           |
| 91  | 《笑傲江湖II東方不敗》                                             | 1992年         | 程小東             | 李連杰、林青霞、關之琳、李嘉欣、李子雄                                         |
| 92  | 《92黑玫瑰對黑玫瑰》                                               | 1992年         | 劉鎮偉             | 梁家輝、黃韻詩、馮寶寶、毛舜筠、邵美琪                                         |
| 93  | 《秋月》                                                           | 1992年         | 羅卓瑤             | 永瀨正敏、李佩蕙、蔡少雲、木內美紀                                             |
| 94  | 《方世玉》、《方世玉續集》                                         | 1993年         | 元奎               | 李連杰、蕭芳芳、李嘉欣、趙文卓、胡慧中、鄭少秋、郭藹明、計春華                 |
| 95  | 《新不了情》                                                       | 1993年         | 爾冬陞             | 袁詠儀、劉青雲、劉嘉玲、馮寶寶、吳家麗、秦沛                                   |
| 96  | 《東邪西毒》                                                       | 1994年         | 王家衛             | 張國榮、梁家輝、林青霞、梁朝偉、劉嘉玲                                         |
| 97  | 《西遊記第壹佰零壹回之月光寶盒》、《西遊記大結局之仙履奇緣》       | 1995年         | 劉鎮偉             | 周星馳、羅家英、吳孟達、莫文蔚、藍潔瑛、朱茵、蔡少芬                           |
| 98  | 《甜蜜蜜》                                                         | 1996年         | 陳可辛             | 黎明、張曼玉、曾志偉、楊恭如                                                   |
| 99  | 《香港製造》                                                       | 1997年         | 陳果               | 李燦森、嚴栩慈、譚嘉荃、李棟全                                                 |
| 100 | 《鎗火》                                                           | 1999年         | 杜琪峯             | 吳鎮宇、黃秋生、呂頌賢、張耀揚、林雪、任達華                                   |

## 資料來源
1. ↑   (PDF). 香港電影資料館.   [2022-03-06]. （原始内容 (PDF)存档于2012-01-18）.
2. ↑  電影資料館推選「百部不可不看的香港電影」 影星任達華出任節目大使 （页面存档备份，存于） 香港政府新聞網，2011年9月19日
3. ↑  香港電影資料館「百部不可不看的香港電影」迴響不絕 二月起增加放映場地 （页面存档备份，存于） 香港政府新聞網，2012年1月5日

## 外部連結
- 百部不可不看的香港電影 - 康樂及文化事務署